# Лобановская-2
Лобановская-2 — деревня в Няндомском районе Архангельской области.

## География
Находится в юго-западной части Архангельской области на расстоянии приблизительно 38 км на восток-северо-восток по прямой от административного центра района города Няндома на юго-восточном берегу озера Большое Мошинское).

## История
В 1873 году здесь было учтено 13 дворов, в 1905 — 18. Тогда деревня входила в Каргопольский уезд Олонецкой губернии. До 2022 года входила в Мошинское сельское поселение до его упразднения.

## Население
Численность населения: 85 человек (1873 год), 115 (1905), 3 (русские 100 %) в 2002 году, 3 в 2010.